# شاين رودس
شاين رودس هو شاعر كندي، ولد في 1973.